# عرف الديك (تشريح)
عرف الديك (باللاتينية: Crista galli) هو الجزء البارز من العظم الغربالي وهو يمثل امتداد للصفيحة العامودية للعظم الغربالي داخل الحفرة القحفية الأمامية.